# Fortuna:Liga 2019/2020
Fortuna:Liga 2019/20 byl 27. ročník nejvyšší české fotbalové soutěže. Účastnilo se jej šestnáct klubů. Již druhým rokem se hrál systém se základní částí o 30 kolech, následovanou nadstavbovou částí, v rámci které byly týmy rozděleny dle jejich bodového zisku v základní části do jednotlivých skupin – skupina o titul (1.–6. místo po základní části), skupina o účast v Evropské lize UEFA (7.–10. místo po základní části) a skupina o záchranu (11.–16. místo po základní části).
Ze druhé nejvyšší soutěže do ligy postoupilo SK Dynamo České Budějovice, oproti předešlému ročníku se s ní rozloučila FK Dukla Praha. Karviná a Příbram udržely prvoligovou příslušnost v baráži.
Ročník byl zahájen 12. července 2019 v 18.00 hodin zápasem FK Jablonec – Bohemians Praha 1905.

## Týmy vtéto sezóně
| Týmy                       | Stadiony                           | Kapacita |
| -------------------------- | ---------------------------------- | -------- |
| 1. FC Slovácko             | Městský stadion                    | 8 000    |
| 1. FK Příbram              | Na Litavce                         | 9 100    |
| AC Sparta Praha            | Generali Aréna                     | 18 887   |
| Bohemians Praha 1905       | Ďolíček                            | 6 300    |
| FC Baník Ostrava           | Městský stadion                    | 15 123   |
| FC Fastav Zlín             | Letná                              | 5 898    |
| FC Slovan Liberec          | Stadion U Nisy                     | 9 900    |
| FC Viktoria Plzeň          | Doosan Aréna                       | 11 700   |
| FK Jablonec                | Stadion Střelnice                  | 6 108    |
| FK Mladá Boleslav          | Městský stadion                    | 5 000    |
| FK Teplice                 | Stadion Na Stínadlech              | 18 221   |
| MFK Karviná                | Městský stadion                    | 4 833    |
| SFC Opava                  | Městský stadion                    | 7 758    |
| SK Dynamo České Budějovice | Fotbalový stadion Střelecký ostrov | 6 681    |
| SK Sigma Olomouc           | Andrův stadion                     | 12 541   |
| SK Slavia Praha            | Sinobo Stadium                     | 20 232   |

## Tabulka

### Tabulka po základní části
| Poř. | Tým                            | Z  | V  | R  | P  | VG | OG | B  |
| ---- | ------------------------------ | -- | -- | -- | -- | -- | -- | -- |
| 1.   | SK Slavia Praha (C)            | 30 | 22 | 6  | 2  | 58 | 10 | 72 |
| 2.   | FC Viktoria Plzeň              | 30 | 20 | 6  | 4  | 60 | 22 | 66 |
| 3.   | AC Sparta Praha                | 30 | 14 | 8  | 8  | 55 | 35 | 50 |
| 4.   | FK Jablonec                    | 30 | 14 | 7  | 9  | 46 | 41 | 49 |
| 5.   | FC Slovan Liberec              | 30 | 14 | 5  | 11 | 50 | 38 | 47 |
| 6.   | FC Baník Ostrava               | 30 | 12 | 9  | 9  | 42 | 34 | 45 |
| 7.   | SK Dynamo České Budějovice (N) | 30 | 13 | 4  | 13 | 46 | 45 | 43 |
| 8.   | Bohemians Praha 1905           | 30 | 12 | 6  | 12 | 38 | 41 | 42 |
| 9.   | 1. FC Slovácko                 | 30 | 11 | 9  | 10 | 35 | 35 | 42 |
| 10.  | FK Mladá Boleslav              | 30 | 11 | 7  | 12 | 48 | 52 | 40 |
| 11.  | SK Sigma Olomouc               | 30 | 8  | 12 | 10 | 36 | 37 | 36 |
| 12.  | FK Teplice                     | 30 | 7  | 10 | 13 | 29 | 49 | 31 |
| 13.  | FC Fastav Zlín                 | 30 | 7  | 6  | 17 | 25 | 47 | 27 |
| 14.  | MFK Karviná                    | 30 | 5  | 11 | 14 | 23 | 39 | 26 |
| 15.  | SFC Opava                      | 30 | 5  | 8  | 17 | 16 | 47 | 23 |
| 16.  | 1. FK Příbram                  | 30 | 5  | 6  | 19 | 19 | 54 | 21 |

Poznámky:
- Z = Odehrané zápasy; V = Vítězství; R = Remízy; P = Prohry; VG = Vstřelené góly; OG = Obdržené góly; B = Body
- (N) = nováček (předchozí sezónu hrál nižší soutěž a postoupil), (C) = obhájce titulu

### Pořadí po jednotlivých kolech
Při shodném počtu bodů a skóre mohly být kluby umístěny na stejném místě v průběhu soutěže (zejména zpočátku), v závěru platila v případě rovnosti bodů a skóre dodatečná kritéria, která rozhodla o konečném pořadí.
| Klub / kolo | 1      | 2  | 3  | 4  | 5  | 6  | 7  | 8  | 9  | 10 | 11 | 12 | 13 | 14 | 15 | 16 | 17 | 18 | 19 | 20 | 21 | 22 | 23 | 24 | 25 | 26 | 27 | 28 | 29 | 30 |   |
| ----------- | ------ | -- | -- | -- | -- | -- | -- | -- | -- | -- | -- | -- | -- | -- | -- | -- | -- | -- | -- | -- | -- | -- | -- | -- | -- | -- | -- | -- | -- | -- | - |
| Klub / kolo | Slavia | 5  | 1  | 1  | 1  | 1  | 1  | 1  | 1  | 1  | 1  | 1  | 1  | 1  | 1  | 1  | 1  | 1  | 1  | 1  | 1  | 1  | 1  | 1  | 1  | 1  | 1  | 1  | 1  | 1  | 1 |
| Plzeň       | 1      | 2  | 2  | 2  | 3  | 4  | 2  | 2  | 2  | 2  | 2  | 2  | 2  | 2  | 2  | 2  | 2  | 2  | 2  | 2  | 2  | 2  | 2  | 2  | 2  | 2  | 2  | 2  | 2  | 2  |   |
| Jablonec    | 2      | 8  | 3  | 3  | 2  | 2  | 3  | 3  | 4  | 4  | 3  | 5  | 5  | 4  | 3  | 4  | 4  | 5  | 5  | 3  | 3  | 3  | 3  | 3  | 3  | 3  | 4  | 4  | 3  | 4  |   |
| Sparta      | 15     | 8  | 7  | 4  | 7  | 5  | 7  | 7  | 6  | 7  | 9  | 7  | 7  | 7  | 6  | 5  | 5  | 4  | 3  | 4  | 5  | 6  | 7  | 9  | 9  | 6  | 5  | 5  | 4  | 3  |   |
| Ostrava     | 10     | 6  | 12 | 5  | 4  | 8  | 4  | 6  | 5  | 5  | 4  | 4  | 4  | 6  | 7  | 6  | 6  | 6  | 6  | 7  | 4  | 5  | 4  | 4  | 5  | 5  | 7  | 6  | 6  | 6  |   |
| Dynamo      | 11     | 5  | 6  | 10 | 12 | 14 | 15 | 14 | 14 | 15 | 16 | 13 | 12 | 11 | 9  | 8  | 9  | 7  | 7  | 8  | 6  | 4  | 6  | 8  | 8  | 9  | 8  | 8  | 7  | 7  |   |
| Slovácko    | 2      | 8  | 15 | 9  | 6  | 3  | 6  | 5  | 8  | 8  | 7  | 6  | 6  | 5  | 5  | 7  | 7  | 8  | 8  | 6  | 8  | 8  | 5  | 6  | 6  | 7  | 6  | 7  | 8  | 9  |   |
| Boleslav    | 5      | 12 | 4  | 6  | 5  | 7  | 5  | 4  | 3  | 3  | 4  | 3  | 3  | 3  | 4  | 3  | 3  | 3  | 4  | 5  | 7  | 9  | 8  | 5  | 7  | 8  | 9  | 9  | 9  | 10 |   |
| Olomouc     | 14     | 11 | 14 | 7  | 9  | 10 | 9  | 8  | 7  | 5  | 6  | 8  | 9  | 9  | 10 | 10 | 10 | 10 | 10 | 10 | 10 | 10 | 10 | 10 | 10 | 10 | 11 | 11 | 11 | 11 |   |
| Liberec     | 4      | 7  | 11 | 14 | 15 | 12 | 10 | 11 | 10 | 10 | 8  | 10 | 10 | 8  | 8  | 9  | 8  | 9  | 9  | 9  | 9  | 7  | 9  | 7  | 4  | 4  | 3  | 3  | 5  | 5  |   |
| Bohemians   | 15     | 4  | 10 | 11 | 13 | 9  | 12 | 10 | 9  | 9  | 11 | 11 | 11 | 12 | 12 | 12 | 11 | 11 | 12 | 13 | 11 | 11 | 11 | 11 | 11 | 11 | 10 | 10 | 10 | 8  |   |
| Teplice     | 8      | 14 | 9  | 13 | 14 | 15 | 16 | 13 | 11 | 11 | 10 | 9  | 8  | 10 | 11 | 11 | 12 | 12 | 11 | 11 | 12 | 12 | 12 | 12 | 12 | 12 | 12 | 12 | 12 | 12 |   |
| Zlín        | 11     | 16 | 13 | 15 | 10 | 6  | 11 | 12 | 13 | 13 | 13 | 15 | 15 | 15 | 13 | 13 | 13 | 13 | 13 | 12 | 13 | 13 | 13 | 13 | 14 | 14 | 14 | 13 | 13 | 13 |   |
| Karviná     | 11     | 15 | 16 | 16 | 16 | 16 | 14 | 16 | 15 | 12 | 12 | 12 | 13 | 14 | 15 | 15 | 16 | 16 | 15 | 15 | 14 | 14 | 14 | 14 | 13 | 13 | 13 | 14 | 14 | 14 |   |
| Příbram     | 8      | 13 | 8  | 12 | 8  | 11 | 8  | 9  | 12 | 14 | 14 | 14 | 14 | 13 | 14 | 14 | 14 | 15 | 16 | 16 | 16 | 16 | 16 | 16 | 16 | 16 | 16 | 16 | 15 | 16 |   |
| Opava       | 5      | 3  | 5  | 8  | 11 | 13 | 13 | 15 | 16 | 16 | 15 | 16 | 16 | 16 | 16 | 16 | 15 | 14 | 14 | 14 | 15 | 15 | 15 | 15 | 15 | 15 | 15 | 15 | 16 | 15 |   |

### Křížová tabulka
| Domácí \ Hosté | BOH | OPA | CBU | OST | KAR | JAB | PRI | LIB | MLB | PLZ | OLO | SLA | SLO | SPA | TEP | ZLN |
| Bohemians      |     | 1–0 | 3–2 | 0–2 | 0–0 | 3–0 | 1–0 | 2–1 | 3–0 | 0–0 | 3–2 | 1–0 | 0–0 | 0–1 | 4–0 | 2–2 |
| Opava          | 0–1 |     | 2–0 | 0–2 | 0–0 | 1–2 | 1–0 | 1–1 | 1–0 | 0–3 | 2–1 | 1–1 | 1–1 | 0–1 | 0–1 | 0–3 |
| Č. Budějovice  | 3–2 | 0–1 |     | 0–2 | 3–0 | 1–1 | 2–0 | 0–1 | 3–0 | 0–3 | 2–0 | 0–3 | 2–0 | 2–2 | 3–1 | 2–0 |
| Ostrava        | 4–2 | 0–0 | 2–1 |     | 3–0 | 1–1 | 3–0 | 1–2 | 2–3 | 0–2 | 2–2 | 2–2 | 3–0 | 0–0 | 0–1 | 4–0 |
| Karviná        | 0–0 | 1–1 | 0–0 | 1–2 |     | 0–1 | 2–0 | 0–1 | 2–2 | 1–1 | 1–1 | 0–0 | 0–2 | 1–4 | 3–0 | 2–0 |
| Jablonec       | 2–0 | 2–1 | 0–1 | 2–1 | 1–0 |     | 4–0 | 0–1 | 2–1 | 1–2 | 2–2 | 0–2 | 6–0 | 2–2 | 4–1 | 1–0 |
| Příbram        | 3–2 | 0–0 | 2–0 | 0–0 | 0–2 | 4–0 |     | 2–1 | 0–0 | 1–2 | 0–0 | 0–1 | 1–4 | 0–1 | 1–1 | 0–0 |
| Liberec        | 3–1 | 4–0 | 4–2 | 0–0 | 3–0 | 2–2 | 3–2 |     | 2–2 | 1–2 | 0–1 | 0–3 | 3–1 | 3–1 | 1–1 | 5–0 |
| Ml. Boleslav   | 2–1 | 4–1 | 4–2 | 2–0 | 1–0 | 2–3 | 6–0 | 1–3 |     | 2–1 | 0–2 | 0–1 | 0–0 | 4–3 | 3–1 | 1–1 |
| Plzeň          | 1–0 | 4–0 | 1–0 | 3–0 | 3–2 | 3–2 | 4–0 | 4–1 | 7–1 |     | 3–1 | 0–1 | 0–2 | 1–0 | 1–1 | 3–0 |
| Olomouc        | 1–1 | 2–0 | 1–3 | 2–3 | 1–1 | 1–1 | 1–2 | 1–0 | 2–2 | 0–1 |     | 0–0 | 2–2 | 1–0 | 2–0 | 1–0 |
| Slavia         | 4–0 | 2–0 | 4–1 | 4–0 | 2–0 | 5–0 | 3–1 | 1–0 | 1–0 | 0–0 | 1–0 |     | 3–0 | 1–1 | 3–0 | 1–0 |
| Slovácko       | 1–2 | 4–0 | 0–2 | 0–1 | 2–0 | 1–1 | 2–0 | 3–1 | 1–1 | 2–1 | 0–0 | 2–0 |     | 0–2 | 1–1 | 1–0 |
| Sparta         | 4–0 | 2–0 | 3–3 | 2–0 | 4–0 | 2–0 | 3–0 | 0–2 | 5–2 | 1–2 | 3–3 | 0–3 | 0–2 |     | 3–0 | 2–2 |
| Teplice        | 1–0 | 2–2 | 1–3 | 1–1 | 0–0 | 1–2 | 4–0 | 2–0 | 2–0 | 1–1 | 1–3 | 1–5 | 0–0 | 1–1 |     | 2–1 |
| Zlín           | 2–3 | 2–0 | 2–3 | 1–1 | 1–4 | 0–1 | 1–0 | 2–1 | 0–2 | 1–1 | 1–0 | 0–1 | 2–1 | 0–2 | 1–0 |     |

Aktualizováno po zápasech hraných 11. června 2020
Zdroj: 

Vysvětlivky
1. ↑  Domácí tým je uveden v levém sloupci

Barvy: Modrá = výhra domácích; Žlutá = remíza; Červená = výhra hostů

## Nadstavbové skupiny
Kluby se na základě umístění po třiceti kolech rozdělily do tří skupin.
Pravidla pro určení pořadí ve skupinách o titul a o záchranu (konečného pořadí) v případě shodného počtu bodů více družstev po odehrání základní i nadstavbové části:
1. Vyšší počet bodů získaný v základní části
2. Vyšší počet bodů získaný ve vzájemných utkáních v základní části
3. Brankový rozdíl ze vzájemných utkání v základní části
4. Vyšší počet vstřelených branek ve vzájemných utkáních v základní části
5. Vyšší brankový rozdíl ze všech utkání v celé soutěži (včetně nadstavbové části)
6. Vyšší počet vstřelených branek v celé soutěži (včetně nadstavbové části)
7. Vyšší umístění v soutěži Fair – play
8. Los

### Skupina o titul
Klubům zůstal celkový počet dosažených bodů v základní části. Hrálo se systémem každý s každým jednokolově. Kluby umístěné v tabulce základní části na 1.–3. místě hrály tři utkání na domácím stadionu, kluby umístěné v tabulce základní části na 4.–6. místě hrály dvě utkání na domácím stadionu. Podle původního programu mělo pět kol proběhnout v termínu 2. až 24. května 2020 s vloženým kolem sezóny ve středu 13. května. Kvůli pandemii covidu-19 a pozastavení soutěže v polovině března byl program posunut. Zápasy skupiny o titul se odehrály od 20. června do 8. července 2020.
Tabulka nadstavbové části – skupina o titul (pořadí týmů odpovídá pořadí po konci ligy):
| Poř. | Tým               | Z  | V  | R  | P  | VG | OG | B  |
| ---- | ----------------- | -- | -- | -- | -- | -- | -- | -- |
| 1.   | SK Slavia Praha   | 35 | 26 | 7  | 2  | 69 | 12 | 85 |
| 2.   | FC Viktoria Plzeň | 35 | 23 | 7  | 5  | 68 | 24 | 76 |
| 3.   | AC Sparta Praha   | 35 | 17 | 9  | 9  | 66 | 40 | 60 |
| 4.   | FK Jablonec       | 35 | 14 | 9  | 12 | 48 | 52 | 51 |
| 5.   | FC Slovan Liberec | 35 | 15 | 6  | 14 | 55 | 51 | 51 |
| 6.   | FC Baník Ostrava  | 35 | 12 | 11 | 12 | 47 | 43 | 47 |

|  | Postup do 3. předkola Ligy mistrů UEFA 2020/21                            |
|  | Postup do 3. předkola (nemistrovská kvalifikace) Ligy mistrů UEFA 2020/21 |
|  | Postup do 3. předkola Evropské ligy UEFA 2020/21                          |
|  | Postup do 2. předkola Evropské ligy UEFA 2020/21                          |
|  | Postup do zápasu o Evropskou ligu                                         |

Křížová tabulka nadstavbové části skupiny o titul:
| Domácí/hosté | Slavia | Plzeň | Sparta | Jablonec | Liberec | Ostrava |
| ------------ | ------ | ----- | ------ | -------- | ------- | ------- |
| Slavia       | ×      | 1-0   | 0-0    | 4-0      | —       | —       |
| Plzeň        | —      | ×     | 2-1    | 2-0      | 4-0     | —       |
| Sparta       | —      | —     | ×      | 3-0      | 4-1     | 3-2     |
| Jablonec     | —      | —     | —      | ×        | 1-1     | 1-1     |
| Liberec      | 1-3    | —     | —      | —        | ×       | 2-1     |
| Ostrava      | 1-3    | 0-0   | —      | —        | —       | ×       |

### Skupina o účast v Evropské lize UEFA
Hrálo se vyřazovacím způsobem na dvě utkání – klub umístěný v tabulce základní části na 7. místě proti klubu na 10. místě a klub umístěný v tabulce základní části na 8. místě proti klubu na 9. místě. První utkání se hrálo na stadionu klubu, který se v tabulce základní části umístil níže. Vítězná družstva postoupila do finále soutěže. Vítězné družstvo „finálového dvojutkání“ postoupilo do kvalifikačního utkání o účast v Evropské lize UEFA. Tato část měla proběhnout v termínu 27. května až 31. května 2020. Kvůli pandemii covidu-19 a pozastavení soutěže v polovině března byl program posunut. Zápasy skupiny o účast v Evropské lize se měly odehrát od 20. června do 12. července 2020.
|  | semifinále skupiny o účast v Evropské lize | semifinále skupiny o účast v Evropské lize | semifinále skupiny o účast v Evropské lize | semifinále skupiny o účast v Evropské lize | semifinále skupiny o účast v Evropské lize |   |    | finále skupiny o účast v Evropské lize | finále skupiny o účast v Evropské lize | finále skupiny o účast v Evropské lize | finále skupiny o účast v Evropské lize | finále skupiny o účast v Evropské lize |
|  |                                            |                                            |                                            |                                            |                                            |   |    |                                        |                                        |                                        |                                        |                                        |
|  | 7.                                         | České Budějovice                           | 1                                          | 0                                          | 1                                          |   |    |                                        |                                        |                                        |                                        |                                        |
|  | 10.                                        | FK Mladá Boleslav                          | 2                                          | 2                                          | 4                                          |   |    |                                        |                                        |                                        |                                        |                                        |
|  |                                            |                                            |                                            |                                            |                                            |   | 8. | Bohemians Praha 1905                   | 0                                      | 2                                      | 2                                      |                                        |
|  |                                            | 10.                                        | FK Mladá Boleslav                          | 3                                          | 1                                          | 4 |    |                                        |                                        |                                        |                                        |                                        |
|  | 8.                                         | Bohemians Praha 1905                       | 2                                          | 2                                          | 4                                          |   |    |                                        |                                        |                                        |                                        |                                        |
|  | 9.                                         | 1. FC Slovácko                             | 1                                          | 1                                          | 2                                          |   |    |                                        |                                        |                                        |                                        |                                        |

### Kvalifikační utkání o účast v Evropské lize UEFA
Hrálo se na jedno utkání – na stadionu účastníka Skupiny o titul. Vítěz postupoval do 2. předkola Evropské ligy.
Předposlední družstvo ze Skupiny o titul (5.) – vítěz Skupiny o účast v Evropské lize.
| Domácí            | Výsledek | Hosté             |
| ----------------- | -------- | ----------------- |
| FC Slovan Liberec | 2:0      | FK Mladá Boleslav |

### Skupina o záchranu
Hrálo se systémem každý s každým jednokolově. Kluby umístěné v tabulce základní části na 11.–13. místě hrály tři utkání na domácím stadionu, kluby umístěné v tabulce základní části na 14.–16. místě hrály dvě utkání na domácím stadionu. Klubům zůstával celkový počet dosažených bodů v základní části. Tato část měla proběhnout v termínu 27. května až 31. května 2020. Kvůli pandemii covidu-19 a pozastavení soutěže v polovině března byl program posunut. Zápasy skupiny o účast v Evropské lize se měly odehrát od 20. června do 19. července 2020.
Poté, co byli 3 hráči Karviné po 3. kole nadstavbové části pozitivně testováni na coronavirus (SARS-CoV-2), byla skupina o záchranu přerušena. Plánované termíny dohrání 4. a 5. kola nadstavbové části o záchranu byly 23.7. a 26.7. Jenomže ani odložená utkání se nemohla odehrát, v den zápasu Opava nahlásila, že v týmu mají pozitivně testovanou osobu a liga se tudíž nedohrála.
Tabulka nadstavbové části – skupina o záchranu
| Poř. | Tým              | Z  | V | R  | P  | VG | OG | B  |
| ---- | ---------------- | -- | - | -- | -- | -- | -- | -- |
| 11.  | SK Sigma Olomouc | 33 | 9 | 13 | 11 | 39 | 40 | 40 |
| 12.  | FK Teplice       | 33 | 9 | 11 | 13 | 37 | 51 | 38 |
| 13.  | FC Fastav Zlín   | 33 | 9 | 6  | 18 | 30 | 52 | 33 |
| 14.  | MFK Karviná      | 33 | 5 | 12 | 16 | 25 | 46 | 27 |
| 15.  | SFC Opava        | 33 | 5 | 10 | 18 | 17 | 50 | 25 |
| 16.  | 1. FK Příbram    | 33 | 6 | 7  | 20 | 21 | 55 | 25 |

| Křížová tabulka nadstavbové části o záchranu \| Domácí/hosté \| Olomouc \| Teplice \| Zlín \| Karviná \| Opava \| Příbram \| \| ------------ \| ------- \| ------- \| ---- \| ------- \| ----- \| ------- \| \| Olomouc \| x \| 0-0 \| \| 3-1 \| — \| — \| \| Teplice \| — \| x \| 4-1 \| 4-1 \| \| — \| \| Zlín \| — \| — \| x \| \| 3-1 \| 1-0 \| \| Karviná \| — \| — \| — \| x \| 0-0 \| \| \| Opava \| \| — \| — \| — \| x \| 0-0 \| \| Příbram \| 2-0 \| \| — \| — \| — \| x \| |         |         |      |         |       |         |
| Domácí/hosté | Olomouc | Teplice | Zlín | Karviná | Opava | Příbram |
| Olomouc | x       | 0-0     |      | 3-1     | —     | —       |
| Teplice | —       | x       | 4-1  | 4-1     |       | —       |
| Zlín | —       | —       | x    |         | 3-1   | 1-0     |
| Karviná | —       | —       | —    | x       | 0-0   |         |
| Opava |         | —       | —    | —       | x     | 0-0     |
| Příbram | 2-0     |         | —    | —       | —     | x       |

## Změny trenérů vprůběhu sezóny
V průběhu sezóny došlo k jedenácti změnám trenérů. Jejich přehled je uveden v tabulce.
| Tým                  | Kolo | Pozice v tabulce | Odvolaný/rezignující trenér     | Datum odchodu trenéra | Nově nastoupivší trenér         | Datum nástupu trenéra |
| -------------------- | ---- | ---------------- | ------------------------------- | --------------------- | ------------------------------- | --------------------- |
| SFC Opava            | 10.  | 16.              | Ivan Kopecký                    | 26. září 2019         | Josef Dvorník a Alois Grussmann | 26. září 2019         |
| FC Fastav Zlín       | 12.  | 15.              | Josef Csaplár                   | 7. října 2019         | Jan Kameník                     | 7. října 2019         |
| Bohemians Praha 1905 | 12.  | 11.              | Martin Hašek                    | 8. října 2019         | Luděk Klusáček                  | 10. října 2019        |
| MFK Karviná          | 16.  | 15.              | František Straka                | 11. listopadu 2019    | Juraj Jarábek                   | 14. listopadu 2019    |
| SFC Opava            | 16.  | 16.              | Josef Dvorník a Alois Grussmann | 12. listopadu 2019    | Jiří Balcárek                   | 12. listopadu 2019    |
| FC Viktoria Plzeň    | 20.  | 2.               | Pavel Vrba                      | 15. prosince 2019     | Adrián Guľa                     | 18. prosince 2019     |
| FC Baník Ostrava     | 20.  | 7.               | Bohumil Páník                   | 30. prosince 2019     | Luboš Kozel                     | 3. ledna 2020         |
| AC Sparta Praha      | 21.  | 5.               | Václav Jílek                    | 18. února 2020        | Václav Kotal                    | 18. února 2020        |
| 1. FK Příbram        | 22.  | 16.              | Roman Nádvorník                 | 25. února 2020        | Pavel Horváth                   | 11. března 2020       |
| FC Fastav Zlín       | 24.  | 14.              | Jan Kameník                     | 10. března 2020       | Bohumil Páník                   | 10. března 2020       |
| SFC Opava            | 29.  | 16.              | Jiří Balcárek                   | 10. června 2020       | Radoslav Kováč                  | 10. června 2020       |

## Statistiky
zdroj:
stav k 12. červenci 2020

### Nejlepší střelci
| #      | Hráč               | Klub              | Góly |
| ------ | ------------------ | ----------------- | ---- |
| 1.-2.  | Petar Musa         | SK Slavia Praha   | 14   |
| 1.-2.  | Libor Kozák        | AC Sparta Praha   | 14   |
| 3.     | Lukáš Budínský     | FK Mladá Boleslav | 13   |
| 4.-5.  | Jakub Řezníček     | FK Teplice        | 12   |
| 4.-5.  | Guélor Kanga       | AC Sparta Praha   | 12   |
| 6.-10. | Pavel Bucha        | FC Viktoria Plzeň | 10   |
| 6.-10. | Nikolaj Komličenko | FK Mladá Boleslav | 10   |
| 6.-10. | Roman Potočný      | FC Baník Ostrava  | 10   |
| 6.-10. | Martin Doležal     | FK Jablonec       | 10   |
| 6.-10. | Michael Krmenčík   | FC Viktoria Plzeň | 10   |

### Střelci sdosaženým hattrickem
| Datum           | Hráč               | Klub              | Zápas                                          | Výsledek | Poznámka                            |
| --------------- | ------------------ | ----------------- | ---------------------------------------------- | -------- | ----------------------------------- |
| 25. srpna 2019  | Nikolaj Komličenko | FK Mladá Boleslav | FK Mladá Boleslav – SK Dynamo České Budějovice | 4 : 2    | Komličenko vstřelil všechny 4 góly. |
| 5. října 2019   | Libor Kozák        | AC Sparta Praha   | AC Sparta Praha – MFK Karviná                  | 4 : 0    |                                     |
| 22. února 2020  | Pavel Bucha        | FC Viktoria Plzeň | FC Viktoria Plzeň – 1. FK Příbram              | 4 : 0    |                                     |
| 30. května 2020 | Aleš Čermák        | FC Viktoria Plzeň | FC Viktoria Plzeň – FK Mladá Boleslav          | 7 : 1    |                                     |

### Brankáři snejvíce vychytanými nulami
zdroj:
| #  | Hráč         | Klub              | Počet |
| -- | ------------ | ----------------- | ----- |
| 1. | Ondřej Kolář | SK Slavia Praha   | 19    |
| 2. | Matouš Trmal | 1. FC Slovácko    | 12    |
| 3. | Aleš Hruška  | FC Viktoria Plzeň | 10    |

## Ocenění
| Měsíc    | Hráč měsíce     | Klub             | Trenér měsíce       | Klub             |
| -------- | --------------- | ---------------- | ------------------- | ---------------- |
| Červenec | Jan Kopic       | Plzeň            | Pavel Vrba          | Plzeň            |
| Srpen    | Jakub Plšek     | Olomouc          | Jindřich Trpišovský | Slavia           |
| Září     | Jakub Mareš     | Teplice          | Jindřich Trpišovský | Slavia           |
| Říjen    | Tomáš Souček    | Slavia           | Martin Svědík       | Slovácko         |
| Listopad | Jaroslav Drobný | České Budějovice | David Horejš        | České Budějovice |
| Prosinec | Milan Škoda     | Slavia           | Martin Svědík       | Slovácko         |
| Únor     | Pavel Bucha     | Plzeň            | Adrián Guľa         | Plzeň            |
| Květen   | Aleš Čermák     | Plzeň            | Adrián Guľa         | Plzeň            |
| Červen   | Jan Řezníček    | Teplice          | Jindřich Trpišovský | Slavia           |